# پارافین
در شیمی آلی، پارافین (به انگلیسی: paraffin) نامی عمومی برای آلکان‌های با فرمول شیمیایی CnH۲n+2 است که به دلیل واکنش پذیری کم آلکانها به آنها اطلاق میگردد.  موم واکس پارافین اشاره به پارافین جامد با n=۲۰–۴۰ دارد.
پارافین یک هیدرو کربن و به اصطلاح ماده ای نفتی است در بازار به سه شکل مایع یا جامد یا ژله ای یافت می‌شود که نوع ژله و جامد آن برای تولید انواع شمع کاربرد دارد و از نوع مایع برای شمع هایی که از پارافین مایع تغذیه میشوند و نیز مصارف صنعتی(داروسازی، آرایشی و بهداشتی، لاستیک سازی، انواع سموم و...) استفاده می‌شود. مادّهٔ جامد و سفید که از الواح شیست قیری از طریق تقطیر جزء به جزء نفت خام در کف مخزن تقطیر بدست می آید.
پارافین های جامد که مصرف گسترده ای در شمع سازی دارند شامل پارافین یک درصد چربی ، پارافین سه درصد ، 5تا7 درصد ، پارافین کریستالی میباشد. این پارافین ها در دو نوع سبک و سنگین تولید و مصرف میشوند که بسته به مصرف شمعسازان از انواع مختلف پارافین مناسب استفاده میکنند. پارافین سبک دارای ظاهری شفاف تر و دمای ذوب پایین تر و نیز چربی کمتری میباشد و در مقابل پارافین سنگین ظاهری مات و شیری رنگ و دمای ذوب بالاتر و نیز چربی بیشتری است.